# Elmira (Califòrnia)
Elmira és una població dels Estats Units a l'estat de Califòrnia. Segons el cens del 2000 tenia 205 habitants.

## Demografia
Segons el cens del 2000, Elmira tenia 205 habitants, 86 habitatges, i 52 famílies. La densitat de població era de 146,6 habitants/km².
Dels 86 habitatges en un 27,9% hi vivien nens de menys de 18 anys, en un 39,5% hi vivien parelles casades, en un 12,8% dones solteres, i en un 39,5% no eren unitats familiars. En el 36% dels habitatges hi vivien persones soles el 7% de les quals corresponia a persones de 65 anys o més que vivien soles. El nombre mitjà de persones vivint en cada habitatge era de 2,38 i el nombre mitjà de persones que vivien en cada família era de 3,12.
Per edats la població es repartia de la següent manera: un 24,9% tenia menys de 18 anys, un 7,8% entre 18 i 24, un 29,3% entre 25 i 44, un 29,8% de 45 a 60 i un 8,3% 65 anys o més.
L'edat mediana era de 38 anys. Per cada 100 dones de 18 o més anys hi havia 116,9 homes.
La renda mediana per habitatge era de 48.438 $ i la renda mediana per família de 100.000 $. Els homes tenien una renda mediana de 41.406 $ mentre que les dones 0 $. La renda per capita de la població era de 35.397 $. Cap de les famílies i el 7% de la població estaven per davall del llindar de pobresa.

## Poblacions més properes
El següent diagrama mostra les poblacions més properes.